# Tiberiu Beka
Pour les articles homonymes, voir Beka.
Tiberiu Beka (cyrillique serbe : Тибериу Бека), alias Tibéry, est un auteur et dessinateur de bande dessinée serbe né le 7 décembre 1977 à Pančevo (alors en Yougoslavie, aujourd’hui en Serbie).

## Biographie
Tibery étudie à la Faculté d’Arts appliqués de Belgrade.
Il dessine notamment les séries L’Empire de la raison et Uchronie(s) - New Harlem (Glénat).

## Œuvres
- Le Culte des ténèbres, scénario de Jean-François Di Giorgio, Nucléa²
  1. Altuna la sanglante, 2003

- L’Empire de la raison, scénario de Đorđe Milosavljević, Glénat collection « Zenda »
  1. L’Instinct, 2005
  2. La Volonté, 2006
  3. La Discipline, 2007

- Uchronie(s) - New Harlem, scénario d’Éric Corbeyran, Glénat
  1. Rapt, 2008
  2. Rétro-cognition, 2009
  3. Révisionnisme, 2010

- L’Or de France, scénario de Denis Lefebvre  et Jean-Pierre Pécau, Le Lombard
  1. La Croisière de l’Émile Bertin, 2011
  2. 12 milliards sous les Tropiques, 2012